# Liste von zum UNESCO-Welterbe zählenden Kirchengebäuden
Die Liste von zum UNESCO-Welterbe zählenden Kirchengebäuden enthält für sich allein zum UNESCO-Welterbe ernannte Kirchengebäude. Solche Kirchengebäude, die innerhalb eines Ensembles (z. B. einem Kloster oder der „Altstadt“ bzw. dem Kern eines kommunalen Gemeinwesens) zum UNESCO-Welterbe mit ernannt wurden, werden insofern berücksichtigt, als nur auf exemplarische Einzelbeispiele und ggf. hierzu bereits extra angelegte Listen verwiesen wird.
Die Sortierung der Tabellen erfolgt politisch-geografisch zuerst nach dem Alphabet der Erdteile, dann nach den Orten – wobei bei den Orten in der Regel die Reihenfolge der politischen Zuordnung gewählt wird (z. B. Zypern wird Europa zugeordnet, wiewohl es geografisch zu Asien gehört).
Die Reihung der Einträge innerhalb der Tabellen folgt zuerst nach dem Alphabet für die Spalte Ort, dann für die Spalte Name oder nach Chronologie der Aufnahme in die Liste siehe Spalte U-W (wird demnächst noch vereinheitlicht).

## Amerika
- Ausgelagert in die Liste von zum UNESCO-Welterbe zählenden Kirchengebäuden (Amerika)

## Afrika

### Ägypten
| Name                                 | Bild | Ort      | Baujahr                    | U-W  | Bemerkung |
| ------------------------------------ | ---- | -------- | -------------------------- | ---- | --- |
| Abu Mena                             |      | Abu Mena | ab Ende 4. Jahrhundert     | 1979 | über dem Grab des 296 n. Chr. verstorbenen Märtyrers Menas von Alexandria entstand eine frühchristliche Stadt mit Kirche, Baptisterium, Basiliken, öffentlichen Gebäuden, Straßen, Klöster, Häuser und Werkstätten, die nur noch als Ruinen erhalten sind |
| Klosterkirche des Katharinenklosters |      | Sinai    | gegr. zwischen 548 und 565 | 2002 | heute griechisch-orthodoxes Kloster |

### Äthiopien
| Name                       | Bild | Ort      | Baujahr             | U-W  | Bemerkung                                                                             |
| -------------------------- | ---- | -------- | ------------------- | ---- | ------------------------------------------------------------------------------------- |
| Felsenkirchen von Lalibela |      | Lalibela | 12./13. Jahrhundert | 1978 | Elf monolithische Kirchen, die meist mehrgeschossig in rote Basaltlava gemeißelt sind |

### Gambia
| Name                               | Bild | Ort     | Baujahr         | U-W  | Bemerkung                                                                             |
| ---------------------------------- | ---- | ------- | --------------- | ---- | ------------------------------------------------------------------------------------- |
| Portugiesische Kapelle von Albreda |      | Albreda | 15. Jahrhundert | 2003 | Überreste einer portugiesischen Niederlassung, Teil des Welterbes Kunta Kinteh Island |

### Kap Verde
| Name                     | Bild | Ort          | Baujahr   | U-W  | Bemerkung |
| ------------------------ | ---- | ------------ | --------- | ---- | --- |
| Nossa Senhora do Rosário |      | Cidade Velha | 1493–1495 | 2009 | erbaut im manuelinischen Stil, eine der ältesten Kolonialkirchen der Welt, eines von mehreren Kirchengebäuden in der ausgezeichneten Stadt Cidade Velha |

### Mosambik
| Name                                | Bild | Ort                | Baujahr | U-W  | Bemerkung |
| ----------------------------------- | ---- | ------------------ | ------- | ---- | --- |
| Capela de Nossa Senhora do Baluarte |      | Ilha de Moçambique | 1522    | 1991 | römisch-katholische Kapelle im äußersten Norden der ausgezeichneten Mosambikinsel, ältestes koloniales Bauwerk an der Küste des Indischen Ozeans und einziges erhaltenes Bauwerk im manuelinischen Stil in Mosambik |

### Senegal
| Name                          | Bild | Ort         | Baujahr         | U-W  | Bemerkung                                                      |
| ----------------------------- | ---- | ----------- | --------------- | ---- | -------------------------------------------------------------- |
| Kirche Saint-Charles-Borromée |      | Insel Gorée | 1830            | 1978 | dem Kardinal und Erzbischof von Mailand Karl Borromäus geweiht |
| Kathedrale von Saint-Louis    |      | Saint-Louis | 18. Jahrhundert | 2000 | Teil der ausgezeichneten Insel Saint Louis                     |

### Tansania
| Name                   | Bild | Ort      | Baujahr   | U-W  | Bemerkung                                                                         |
| ---------------------- | ---- | -------- | --------- | ---- | --------------------------------------------------------------------------------- |
| Christ Church          |      | Sansibar | 1873–1883 | 2000 | anglikanische Kathedrale in der Steinernen Stadt                                  |
| St. Josephs-Kathedrale |      | Sansibar | 1893–1898 | 2000 | römisch-katholische Kathedrale in der Steinernen Stadt, Sitz des Bistums Sansibar |

## Asien
- Ausgelagert in die Liste von zum UNESCO-Welterbe zählenden Kirchengebäuden (Asien)

## Australien und Ozeanien

### Australien
- Derzeit (Stand: 2022) laut Welterbe in Australien keine Kirche aufgeführt.

### Fidschi
| Name                | Bild | Ort    | Baujahr | U-W  | Bemerkung |
| ------------------- | ---- | ------ | ------- | ---- | --- |
| Sacred Heart Church |      | Levuka | 1859    | 2013 | Die Kirche Sacred Heart Church ist als Teil der Kleinstadt Levuka auf der zum Fidschi-Archipel gehörenden Insel Ovalau 2013 in die Liste des UNESCO-Weltkulturerbes aufgenommen worden. (Weitere Angaben und Hinweise im Artikel der englischen Wikipedia zu dieser Kirche.) |

### Kiribati
- Derzeit (Stand: 2022) laut Welterbe in Kiribati keine Kirche aufgeführt.

### Marshallinseln
- Derzeit (Stand: 2022) laut Welterbe auf den Marshallinseln keine Kirche aufgeführt.

### Mikronesien
- Derzeit (Stand: 2022) laut Welterbe in den Föderierten Staaten von Mikronesien keine Kirche aufgeführt.

### Nauru
- Derzeit (Stand: 2022) laut Länderstatistik der UNESCO-Welterbestätten überhaupt nicht aufgeführt.

### Palau
- Derzeit (Stand: 2022) laut Welterbe in Palau keine Kirche aufgeführt.

### Papua-Neuguinea
- Derzeit (Stand: 2022) laut Welterbe in Papua-Neuguinea keine Kirche aufgeführt.

### Neuseeland
- Derzeit (Stand: 2022) laut Welterbe in Neuseeland keine Kirche aufgeführt.

#### Mit Neuseeland assoziierte Staaten in Ozeanien
- Auf den Cookinseln ist derzeit (Stand: 2022) laut Welterbe auf den Cookinseln keine Kirche aufgeführt.
- In Niue ist derzeit (Stand: 2022) laut Welterbe auf Niue keine Kirche aufgeführt.

### Salomonen
- Derzeit (Stand: 2022) laut Welterbe auf den Salomonen keine Kirche aufgeführt.

### Samoa
- Derzeit (Stand: 2022) laut Welterbe in Samoa keine Kirche aufgeführt.

### Tonga
- Derzeit (Stand: 2022) laut Welterbe in Tonga keine Kirche aufgeführt.

### Tuvalu
- Derzeit (Stand: 2022) laut Länderstatistik der UNESCO-Welterbestätten überhaupt nicht aufgeführt.

### Vanuatu
- Derzeit (Stand: 2022) laut Welterbe in Vanuatu keine Kirche aufgeführt.

## Europa
- Ausgelagert in die Liste von zum UNESCO-Welterbe zählenden Kirchengebäuden (Europa)